# Les Sims 4 : Îles paradisiaques
Les Sims 4 : Îles paradisiaques (The Sims 4: Island living) est le septième pack d'extension du jeu vidéo de simulation de vie Les Sims 4. Il est sorti sur Windows et macOS le 21 juin 2019 et le 16 juillet 2019 sur Xbox One et PS4. Les Sims 4 : Îles paradisiaques est inspiré du pack d'extension Les Sims 3 : Île de Rêve.

## Description
Dans le pack d'extension des Sims 4 : Îles paradisiaques, les joueurs et joueuses ont la possibilité de créer, de personnaliser, de jouer avec des personnages sirènes (pour les joueuses) et tritons (pour les joueurs), de vivre dans un nouveau monde comme l'archipel d'îles de Sulani, (inspirée de la culture Polynésienne) et de réaliser toutes sortes d'activités de plage, comme le fait de se baigner, de faire de la plongée avec un tuba, de collectionner des coquillages, de construire des châteaux de sable et de bronzer grâce au soleil numérique. Le gameplay se voit enrichi de nouvelles interactions entre les différents personnages, de nouveaux évènements et de nouvelles amitiés jusque là improbable (les Sims peuvent devenir amis avec des dauphins).

## Nouveautés
- Nouveau monde : Sulani
- Nouvelles races : Sirènes et tritons
- Nouvelle aspiration : Vie à la plage[3]
- Nouvelles carrières : Écologiste, maître-nageur, pêcheur et plongeur[4]
- Nouveaux traits de caractère enfant de l'océan et enfant des iles
- Nouvelles tenues
- Nouveaux bijoux, accessoires et coiffures
- Possibilité d'avoir des petits boulots

## Réception
Les Sims 4 : Îles paradisiaques a reçu une note de 84 sur 100 sur Metacritic, basée sur 6 avis.